# Kasper Józef Szajowski
Kasper Józef Szajowski (ur. 8 stycznia 1726 w parafii Pałecznica, zm. 26 czerwca 1802 w Łowiczu)
(str. 217)– polski duchowny rzymskokatolicki, archidiakon sądecki, biskup pomocniczy gnieźnieński (sufragan łowicki).

## Życiorys
Uzyskał doktorat z prawa na Akademii Krakowskiej. 30 lipca 1752 otrzymał święcenia diakonatu, a 2 sierpnia 1752 prezbiteriatu W 1764 otrzymał jako beneficjum parafię w Solcu nad Wisłą. 13 lipca 1765 został archidiakonem sądeckim. Był także kanonikiem nowosądeckiej kapituły kolegiackiej. W 1767 mianowany kanonikiem sandomierskiej kapituły kolegiackiej, z której zrezygnował w 1773. 12 listopada 1768 został proboszczem parafii Podwyższenia Krzyża Świętego w Brzostku i oficjałem pilzneńskim. 21 grudnia 1779 otrzymał kanonię katedralną gnieźnieńską.
10 grudnia 1781 papież Pius VI prekonizował go biskupem pomocniczym archidiecezji gnieźnieńskiej oraz biskupem in partibus infidelium laradeńskim. 19 maja 1782 w Skierniewicach przyjął sakrę biskupią z rąk biskupa chełmskiego Macieja Garnysza. Współkonsekratorami byli koadiutor diecezji kamienieckiej Jan Dembowski oraz biskup pomocniczy gnieźnieński Antonin Kornel Przedwojewski OFMCap.
Jako biskup pomocniczy gnieźnieński otrzymał nowo erygowaną sufraganię łowicką. Ponadto został dziekanem łowickiej kapituły kolegiackiej oraz proboszczem parafii św. Jakuba Apostoła w Skierniewicach. W 1782 w zastępstwie prymasa Antoniego Kazimierza Ostrowskiego administrował archidiecezją gnieźnieńską. Przed 1785 zrezygnował z archidiakonatu sądeckiego i probostwa w Brzostku. Urząd biskupa pełnił do śmierci 26 czerwca 1802.